# Limnocentropus moselyi
Limnocentropus moselyi är en nattsländeart som beskrevs av Douglas E. Kimmins 1950. Limnocentropus moselyi ingår i släktet Limnocentropus och familjen Limnocentropodidae. Inga underarter finns listade i Catalogue of Life.